# Not a Second Time
Not a Second Time is een lied dat voornamelijk werd geschreven door John Lennon, maar op naam staat van het schrijversduo Lennon-McCartney. Het nummer werd in 1963 uitgebracht op het tweede album van de Britse popgroep The Beatles, With the Beatles. Volgens Lennon is het lied een poging om een nummer in de stijl van Smokey Robinson te schrijven.
Hoewel het nummer slechts een track op het tweede album van The Beatles is en geen single, heeft het nummer toch enige bekendheid gekregen door een artikel van William Mann dat op 23 december 1963 in de Britse krant The Times verscheen. Mann schreef een artikel over de opmerkelijke structuur van sommige Beatle-nummers. Over Not a Second Time wees hij op de bijzondere "aeolische cadens" van het nummer en vergeleek hij het met Das Lied von der Erde van de Oostenrijkse componist Gustav Mahler. 

Harmonic interest is typical of their quicker songs, too, and one gets the impression that they think simultaneously of harmony and melody, so firmly are the major tonic sevenths and ninths built into their tunes, and the flat submediant key switches, so natural is the Aeolian cadence at the end of Not A Second Time (the chord progression which ends Mahler's Song of the Earth).
— William Mann (1963)

The Beatles zelf waren niet echt onder de indruk van de positieve kritiek van Mann op Not a Second Time. Volgens McCartney waren hij en Lennon zich niet bewust van de bijzondere muzikale structuur van sommige van hun nummers. Lennon bekende later dat hij zelfs niet wist wat "aeolische cadens" betekent. Volgens hem klonk het als een "exotische vogel".
Not a Second Time werd op 11 september 1963 in vijf takes opgenomen in de Abbey Road Studios in Londen. Daarna werden enkele overdubs aan het nummer toegevoegd, waaronder piano gespeeld door producer George Martin en de zang van Lennon.

## Credits
- John Lennon - zang, akoestische gitaar
- Paul McCartney - basgitaar
- George Harrison - akoestische gitaar
- Ringo Starr - drums
- George Martin - piano